# Phạm Quang Xuân
Phạm Quang Xuân(sinh ngày 05 tháng 10 năm 1956) là một sĩ quan cấp cao trong Quân đội nhân dân Việt Nam, hàm Trung tướng, nguyên Tư lệnh Binh chủng Công binh (2010-2014), nguyên là Phó Giám đốc Học viện Quốc phòng (2014-2016).

## Thân thế và sự nghiệp
Ông nhập ngũ năm 1974, tham gia chiến đấu ở chiến trường miền nam. Sau khi miền nam hoàn toàn giải phóng, ông được điều về một đơn vị công binh của fBB341.
Tháng 9 năm 1976, được cử đi đào tạo tại trường Sĩ quan Công binh.
Tháng 08 năm 1979, sau khi tốt nghiệp ông được nhà trường giữ lại làm cán bộ giảng dạy.
Từ 1979- 1985: Học Đại học Bách khoa TPHCM với bằng kỹ sư cầu đường.
Tháng 08 năm 1988, làm Phó khoa Cầu đường vượt sông
Tháng 10 năm 1987, Bộ tư lệnh Công binh bổ nhiệm Phó Tiểu đoàn trưởng- Tham mưu trưởng Tiểu đoàn của Lữ đoàn Công binh 249.
Từ 1990- 1991: đào tạo tại Học viện Lục quân về Chỉ huy tham mưu cấp trung đoàn.
Từ 1994- 1996: đào tạo cao học tại Học viện Lục quân, tốt nghiệp với học hàm Thạc sĩ về khoa học quân sự xuất sắc.
Tháng 10 năm 1996, giữ chức Phó Trung đoàn trưởng Trung đoàn 293, Bộ Tư lệnh Công binh.
Tháng 11 năm 1997, Phó Lữ đoàn trưởng- Tham mưu trưởng Lữ đoàn 239, Bộ Tư lệnh Công binh.
Từ 6/1998- 6/2001: làm Lữ đoàn trưởng Lữ đoàn 239- Bộ Tư lệnh Công binh.
Từ 6/2001- 6/2007: giữ chức vụ phó hiệu tưởng đào tạo, Hiệu trưởng trường sĩ quan Công Binh.
Tháng 6 năm 2007, được điều chuyển làm phó tư lệnh kiêm Tham mưu trưởng Binh chủng Công binh
Tháng 4 năm 2010, bổ nhiệm giữ chức Tư lệnh Binh chủng Công binh
Tháng 7 năm 2010, được thăng quân hàm Thiếu tướng.
Tháng 9 năm 2014, bổ nhiệm giữ chức Phó Giám đốc Học viện Quốc phòng
Tháng 6 năm 2015, ông được thăng quân hàm Trung tướng.
Tháng 11 năm 2016, ông nghỉ hưu theo chế độ.
Thiếu tướng (7.2010), Trung tướng (6.2015), tiến sĩ(2007), PGS(2013), NGƯT(2009).